# De brief (Goya)
De brief (Frans: La lettre), ook bekend als De jonge vrouwen (Les Jeunes), is een schilderij van Francisco Goya. Hij schilderde het werk in de periode van 1814 tot 1819. Sinds 1874 maakt het deel uit van de collectie van het Museum voor Schone Kunsten in Rijsel. 

## Voorstelling
Op het schilderij leest een jonge vrouw een brief die zij in haar rechterhand houdt. Aan haar voeten springt een klein hondje omhoog. Achter de jonge vrouw is een bediende in de weer met een parasol die voorlopig alleen haar eigen hoofd in de schaduw houdt. Op de achtergrond is een grote groep wasvrouwen aan het werk. De schetsmatige weergave in donkere kleuren van deze vrouwen contrasteert sterk met de fraai geschilderde jonge vrouw. Het witte wasgoed, dat nog maar nauwelijks als zodanig te herkennen is, hangt aan lijnen te drogen. 
Op De brief komen elementen uit eerdere werken van Goya naar voren. De parasol en de wasvrouwen gebruikte hij ook al bij de ontwerpen voor tapijten uit het begin van zijn carrière. De zorgeloze, Arcadische sfeer van deze rococowerken heeft echter plaats gemaakt voor een grauwere werkelijkheid met een ambigu karakter. De oorlogen die het Iberisch schiereiland teisterden en zijn fragiele gezondheidstoestand hadden Goya een steeds donkerdere kijk op het leven gegeven. 
Ook een portret van Goya's schoondochter uit 1805 vertoont overeenkomst met De brief, met name door het springende hondje. Wellicht had de schilder zijn schoondochter ook bij dit doek in gedachten. Kenners wijzen echter ook op de gelijkenis met Leocadia Weiss, met wie Goya van 1812 tot aan zijn dood een relatie had.
Hoewel de werken naast elkaar hangen in het Museum voor Schone Kunsten en min of meer dezelfde afmetingen hebben, zijn De brief en De tijd waarschijnlijk geen pendanten. Het laatste werk ontstond vermoedelijk enkele jaren eerder en was oorspronkelijk ook iets kleiner. Een mysterieus merkteken op De brief is een aanwijzing dat het werk een paar vormt met De smederij, dat zich tegenwoordig in New York bevindt. Ook op dat schilderij bevinden de hoofdpersonen zich wat verder naar achteren en overheersen donkere kleuren. Deze werken vormen een voorafschaduwing van Goya's Zwarte Schilderijen.

## Herkomst
- in bezit van Javier Goya, zoon van de kunstenaar.
- 30 augustus 1836: Baron Taylor kocht van Javier Goya een groep van acht schilderijen, waaronder De brief, voor koning Lodewijk Philips.
- 1838: het werk hangt in de Galerie Espagnol in het Louvre, opgericht door Lodewijk Philips.
- 20 mei 1853: na de dood van de koning geveild in Londen en gekocht door Durlacher voor 21 pond.
- in bezit van de politicus, diplomaat en schrijver Sir Henry Bulwer, Londen.
- 21 februari 1873: op een veiling gekocht door de handelaar Warneck, Parijs.
- 1874: verkocht aan het Museum voor Schone Kunsten voor 7.000 Franse frank.

## Afbeeldingen

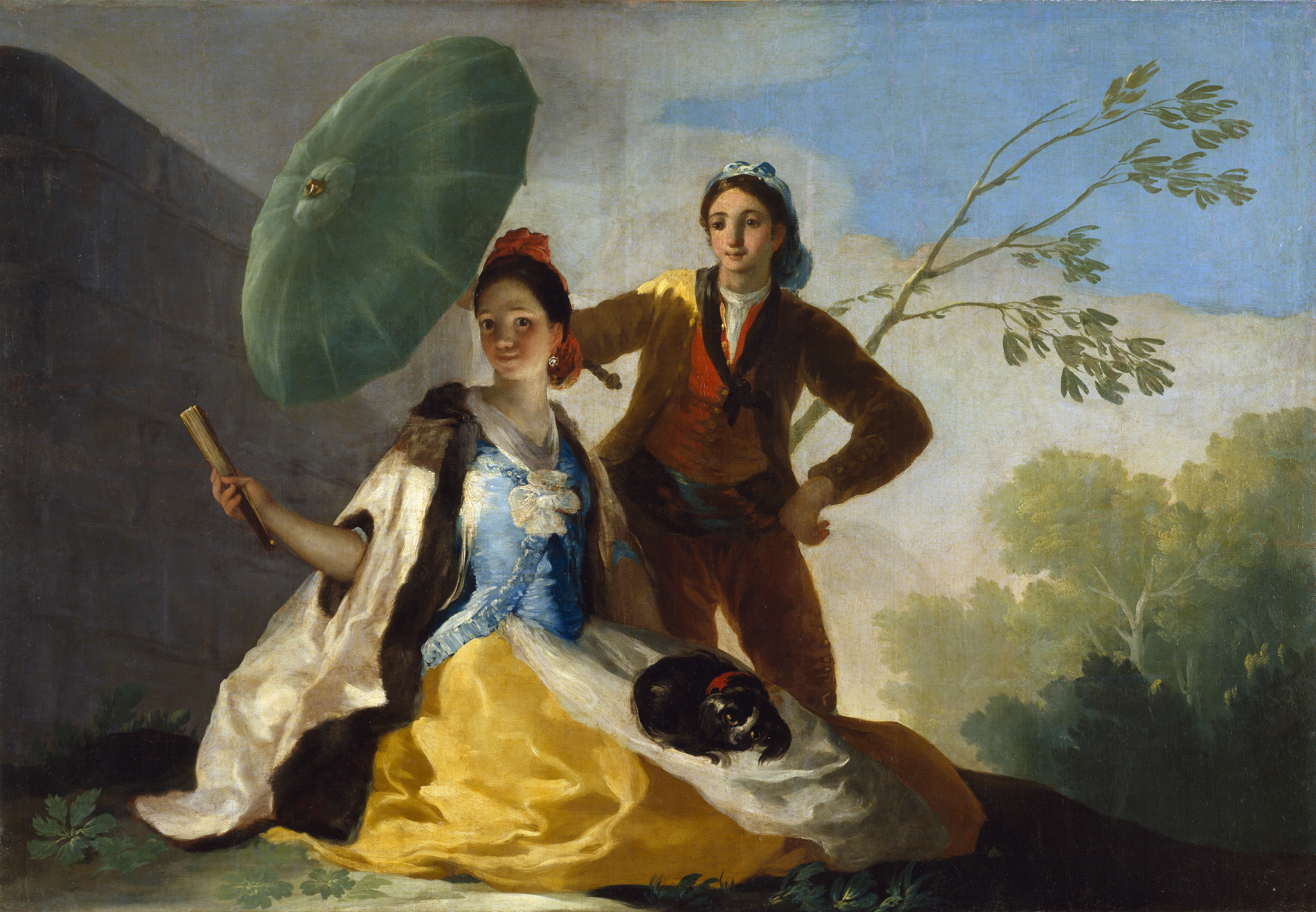
De parasol (1777)
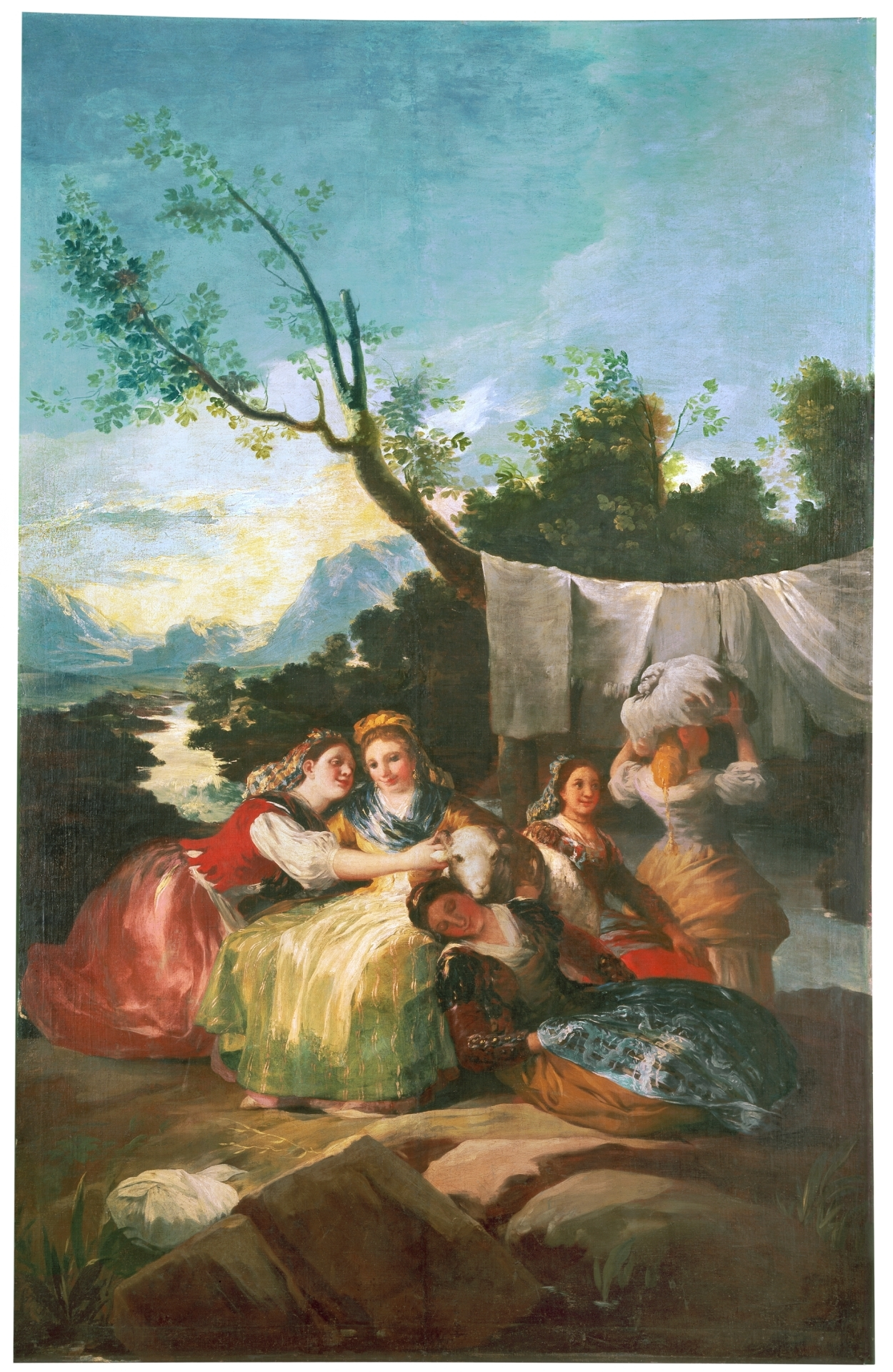
De wasvrouwen (1779-80)
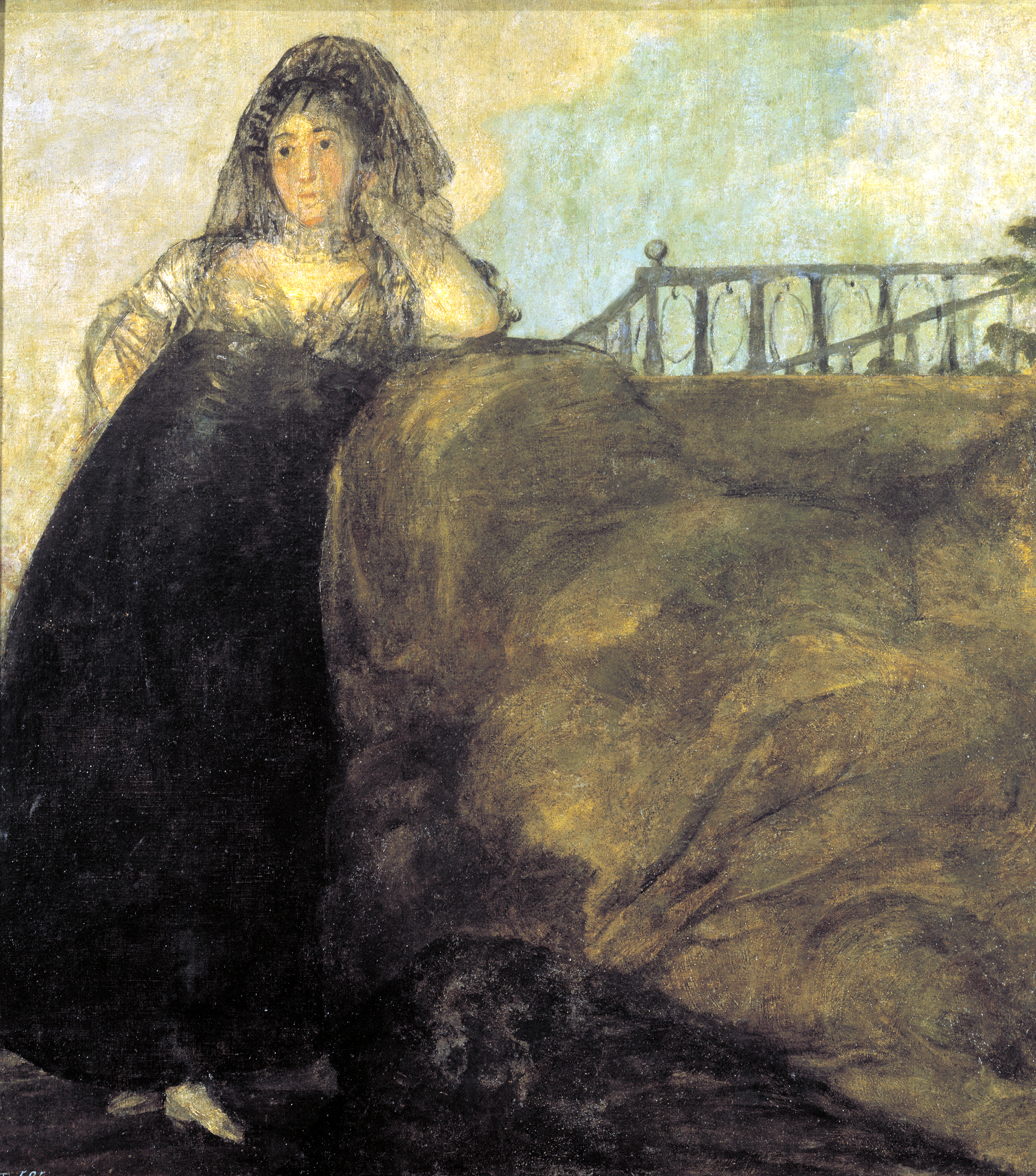
La Leocadia (1819-23)
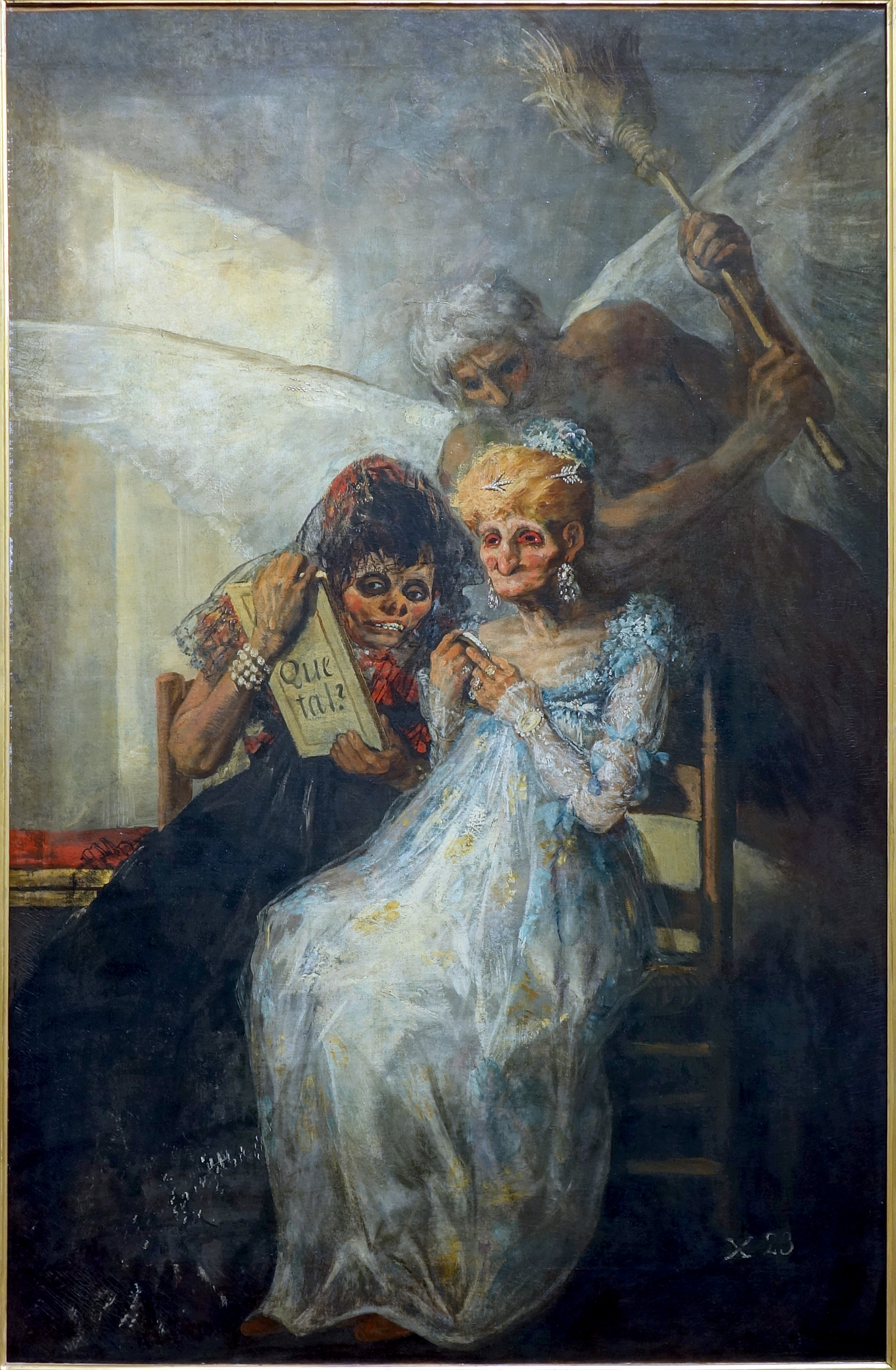
De tijd (1810-12)
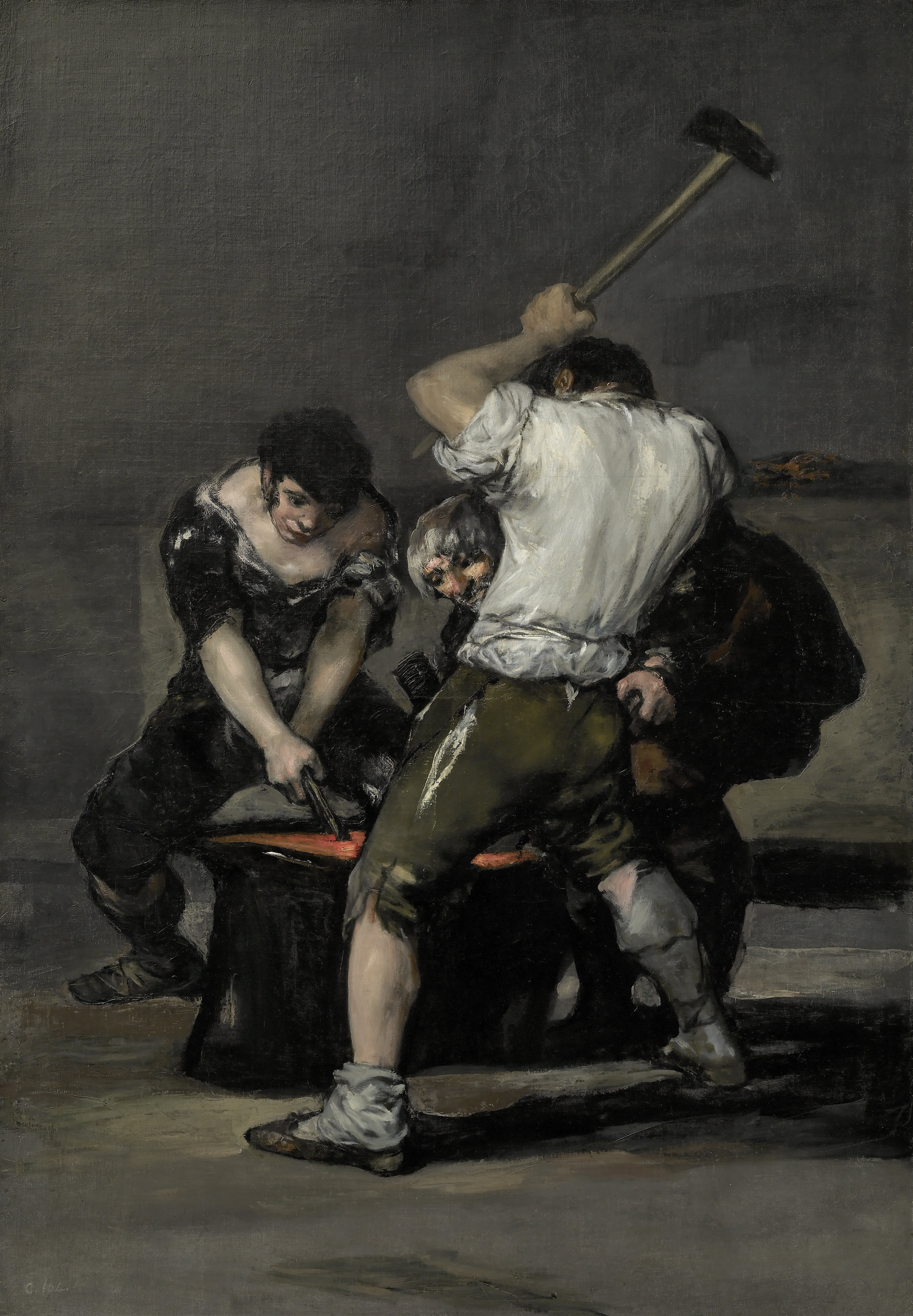
De smederij (1812-19)